# Santiago Mayas
Santiago Mayas (aproximadamente 1834 - enero de 1872) fue un líder indígena costarricense, inicialmente reconocido como rey de los bribrís y posteriormente jefe principal de Talamanca tras suceder al rey Chirimo.

## Primeros años
Santiago Mayas nació alrededor del año 1834 y perteneció al grupo étnico bribrí. Desde joven tuvo contacto frecuente con costarricenses y extranjeros, mostrando interés en la modernización y civilización de su pueblo, aunque a menudo recurrió a métodos autoritarios y violentos en lugar de utilizar la persuasión.
En abril de 1862, durante una visita al capitán costarricense Angulo en Coén, Mayas, acompañado por un séquito de cuarenta indígenas, fue descrito como un hombre «vivo, cordial, de hermosa e interesante presencia». Angulo calculó su edad en aproximadamente veintiocho años. En ese momento, Mayas ya era rey de los bribrís bajo la autoridad superior del rey Chirimo.

## Liderazgo y relaciones externas
Como jefe principal, tuvo como secretario al británico John H. Lyon, quien contrajo matrimonio con una pariente de Santiago. Mayas fue también el primer rey indígena en visitar las ciudades costarricenses de Cartago y San José en 1871, hecho que aumentó su prestigio pero también incrementó notablemente su arrogancia y despotismo.

## Personalidad y liderazgo polémico
Según testimonios como el del Dr. William M. Gabb, Santiago Mayas poseía una inteligencia excepcional, voluntad firme y buen juicio, características empañadas por su propensión a la embriaguez frecuente, lo que lo volvía violento y tiránico. Intentó implementar cambios entre sus súbditos bribrís utilizando métodos autoritarios, lo que generó una oposición interna significativa.

## Conflictos y muerte
En 1871, su autoridad fue cuestionada por su primo Lapis, quien lideró una rebelión contra Santiago. Lapis, apoyado indirectamente por don Manuel Marchena, comandante de Moín, intentó asesinar a Santiago. Sin embargo, Mayas descubrió el complot y ordenó su captura. Lapis escapó a las montañas, donde murió posteriormente.
No obstante, el conflicto no terminó allí. En enero de 1872, un grupo encabezado por Birche y otros partidarios de Lapis emboscaron y asesinaron a tiros a Santiago Mayas, incendiaron su palenque y se apoderaron de sus bienes y sus tres esposas. Birche lo sucedió como jefe principal de Talamanca.